# Cráneo de Teshik-Tash
El cráneo de Teshik-Tash, con nombre de catálogo Teshik Tash 1, es un cráneo, incluida la mandíbula inferior, fósil de una niña de Homo neanderthalensis. Fue encontrado en 1938 por Alexey P. Okladnikov en la cueva del mismo nombre, en la cordillera Bajsuntau (Uzbekistán), y cuya antigüedad se sitúa en torno a los 70 000 años.

## Descripción
El fósil fue encontrado durante las excavaciones de la cueva de los años 1938 y 1939 dirigidas por Okladnikoff. Junto al cráneo, fracturado en 150 trozos, había restos de cuernos de cabra siberiana, que por su disposición podrían apuntar a que fuese un enterramiento.
El cráneo de Teshik-Tash está confirmado de neandertal por análisis de ADNm, si bien presenta algunos rasgos de sapiens, como la frente alta, aunque podrían ser debidos a la reconstrucción o parte del desarrollo habitual de la morfología neandertal en la niñez.
El cráneo conserva toda la dentadura. Con base en ella se estimó que el individuo era un niño de entre 8 y 9 años, aunque trabajos posteriores la han recalculado a 7,5 años.

## Datación
Este fósil sigue opfreciendo dificultades para su datación, por distintos medios se ha llegado a un rango amplio de 130-45 ka, con una edad estimada de 70 ka.  Otros autores amplían la antigüedad a 150 000 años, con un margen inferior de 100 000 años.